# Киренгешома дланевидная
Киренгешома дланевидная (лат. Kirengeshoma palmata) — кустарник, вид рода Киренгешома (Kirengeshoma) семейства Гортензиевые (Hydrangeaceae), произрастающий в Японии и в восточном Китае (горы Хуаншань, Тианму). Плотное травянистое многолетнее растение, вырастающее до 60-120 см в высоту и 75 см в ширину, с пальчатыми листьями, похожими на листья платана, и мясистыми бледно-жёлтыми цветками на тонких бордовых стеблях в конце периода. лето. Вид не выдерживает щелочные почвы, но подходящий для выращивания в тенистых влажных местах в кислой почве.

## Ботаническое описание

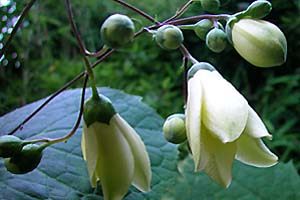
Цветки

Киренгешома дланевидная — многолетнее травянистое растение, достигающее в высоту от 60 до 80 см, иногда до 120 см. Образует корневище. Противоположные листья крупные и круглые. Листовая пластинка лопастная, рассечённая, основание сердцевидное. Нижние и средние листья черешковые, верхние сидячие.
Период цветения — август-сентябрь. Цветки склонённые и располагаются на длинных стеблях в рыхлых, редкоцветковых зонтиках на концах побегов, выступающих над листьями. Имеет пять чашелистиков. Пять лепестков светло-жёлтого или восково-жёлтого цвета, толстые, длиной от 2,5 до 3,5 (редко до 4) см. Тычинок 15. Количество хромосом 2n = 54.

## Распространение и местообитание
Вид произрастает во влажных горных лесах Японии (Сикоку, Кюсю, полуостров Кии) и Китая (южная провинция Аньхой, северо-западная провинция Чжэцзян). Растёт на высоте от 700 до 1 800 м над уровнем моря.

## Культивирование
В Европе изредка используется в качестве декоративного растения для групп деревьев и требует частично затенённых, свежих, богатых гумусом мест. В культуре не позднее 1890 года.